# Melstone (Montana)
Melstone es un pueblo ubicado en el condado de Musselshell en el estado estadounidense de Montana. En el Censo de 2010 tenía una población de 96 habitantes y una densidad poblacional de 53,95 personas por km².

## Geografía
Melstone se encuentra ubicado en las coordenadas 46°35′55″N 107°52′6″O / 46.59861, -107.86833. Según la Oficina del Censo de los Estados Unidos, Melstone tiene una superficie total de 1.78 km², de la cual 1.78 km² corresponden a tierra firme y (0%) 0 km² es agua.

## Demografía
Según el censo de 2010, había 96 personas residiendo en Melstone. La densidad de población era de 53,95 hab./km². De los 96 habitantes, Melstone estaba compuesto por el 96.88% blancos, el 2.08% eran afroamericanos, el 0% eran amerindios, el 0% eran asiáticos, el 0% eran isleños del Pacífico, el 0% eran de otras razas y el 1.04% pertenecían a dos o más razas. Del total de la población el 1.04% eran hispanos o latinos de cualquier raza.